# Friedrich-Wilhelm Graefe zu Baringdorf
Friedrich-Wilhelm Graefe zu Baringdorf (* 29. November 1942 in Spenge, Landkreis Herford) ist ein deutscher Politiker (Bündnis 90/Die Grünen). Von 1984 bis 1987 sowie 1989 bis 2009 war er Mitglied des Europäischen Parlaments.
Nach einer Ausbildung zum Landwirtschaftsmeister studierte er Pädagogik und promovierte 1982. Er betreibt in Bewirtschaftungsgemeinschaft und ökologischer Wirtschaftsweise einen 50 Hektar großen Hof in Bardüttingdorf, das zur ostwestfälischen Stadt Spenge gehört. Er betreibt dort Schweinehaltung sowie Getreide-, Obst- und Gemüseanbau.
Graefe zu Baringdorf zog bei der Europawahl 1984 erstmals für die Grünen in das Europäische Parlament ein. Dort übernahm er bis März 1986 den Vorsitz der Regenbogenfraktion aus grünen, linken und regionalistischen Parteien. Zudem war er bis Januar 1987 stellvertretender Vorsitzender des Ausschusses für Landwirtschaft, Fischerei und Ernährung. Im November 1987 verzichtete er auf sein Mandat im EP, für ihn rückte Jakob von Uexküll nach. Bei der Europawahl 1989 wurde Graefe zu Baringdorf erneut gewählt. Er gehörte nun der Fraktion Die Grünen im Europäischen Parlament an, aus der 1999 die Fraktion Die Grünen/Europäische Freie Allianz hervorging. Von 1989 bis zu seinem Ausscheiden aus dem EU-Parlament 2009 war Graefe zu Baringdorf wiederum stellvertretender Vorsitzender des Ausschusses für Landwirtschaft und ländliche Entwicklung, von 1999 bis 2002 hatte er selbst den Ausschussvorsitz inne.
Graefe war von 1996 bis 2012 Bundesvorsitzender der Arbeitsgemeinschaft bäuerliche Landwirtschaft (AbL).

## Weblink
- Friedrich-Wilhelm Graefe zu Baringdorf in der Abgeordneten-Datenbank des Europäischen Parlaments